# Xestocephalus guttulatus
Xestocephalus guttulatus är en insektsart som beskrevs av Victor Ivanovitsch Motschulsky 1859. Xestocephalus guttulatus ingår i släktet Xestocephalus och familjen dvärgstritar. Inga underarter finns listade i Catalogue of Life.